# Prairies de la Voire et de l'Héronne
Prairies de la Voire et de l'Héronne este o arie protejată (sit de importanță comunitară — SCI) din Franța întinsă pe o suprafață de 1.088 ha, integral pe uscat.

## Localizare
Centrul sitului Prairies de la Voire et de l'Héronne este situat la coordonatele 48°28′14″N 4°34′43″E / 48.47056°N 4.57861°E.

## Înființare
Situl Prairies de la Voire et de l'Héronne a fost declarat arie specială de conservare în baza directivei 92/43 din 1992 referitoare la conservarea habitatelor naturale și a faunei și florei sălbatice pentru a proteja 9 specii de animale.

## Biodiversitate
Situată în ecoregiunea continentală, aria protejată conține 5 habitate naturale: Cursuri de apă de la nivel de câmpie la nivel montan, cu vegetație Ranunculion fluitantis și Callitricho-Batrachion, Fânețe de joasă altitudine (Alopecurus pratensis, Sanguisorba officinalis), Păduri aluvionare cu Alnus glutinosa și Fraxinus excelsior (Alno-Padion, Alnion incanae, Salicion albae), Păduri de stejar sau de stejar și carpen sub-atlantice și medio-europene de Carpinion betuli, Liziere de ierburi înalte hidrofile de câmpie și de nivel montan până la alpin.
La baza desemnării sitului se află mai multe specii protejate:
- mamifere (3): liliac cărămiziu (Myotis emarginatus), liliac comun (Myotis myotis), liliacul mare cu potcoavă (Rhinolophus ferrumequinum)
- nevertebrate (3): Coenagrion mercuriale, fluturele purpuriu (Lycaena dispar), Oxygastra curtisii
- pești (3): zvârluga (Cobitis taenia), cicar (Lampetra planeri), boarță (Rhodeus amarus)

Pe lângă speciile protejate, pe teritoriul sitului au mai fost identificate 6 specii de plante, 20 de specii de păsări, 4 specii de mamifere.